# Верх-Койон
Верх-Койон (рос. Верх-Коён) — село в Іскітимському районі Новосибірської області Російської Федерації.
Входить до складу муніципального утворення Верх-Койонська сільрада. Населення становить 596 осіб (2010).

## Історія
Згідно із законом від 2 червня 2004 року органом місцевого самоврядування є Верх-Койонська сільрада.

## Населення
| 2002 | 2007 | 2010 |
| ---- | ---- | ---- |
| 788  | ↗857 | ↘596 |